# Daan Leyssen
Daan Leyssen (* 21. März 1987) ist ein in Spanien lebender belgischer Snookerspieler. Der international für Belgien antretende Leyssen gewann 2021 die für 2020 nachgeholte spanische Snooker-Meisterschaft.

## Karriere
Leyssen kam über seinen Vater zum Snooker und spielt seit seinem sechsten Lebensjahr. Mit 21 Jahren spielte er sein erstes Century Break. Allerdings hat er bis heute kein Break mit hundert oder mehr Punkten in einem wichtigen Turnier gespielt. Zwischen 2011 und 2015 nahm er an einigen Events der Players Tour Championship teil, allerdings ohne großen Erfolg. 2016 nahm er erstmals an der belgischen Meisterschaft teil und schied im Achtelfinale gegen Kevin Hanssens aus. 2018 folgte sein Debüt bei der spanischen Meisterschaft, wo er erst im Halbfinale dem späteren Titelträger Francisco Sánchez Ruíz unterlag. 2019 nahm er erneut an der belgischen Meisterschaft teil, wo er wiederum im Achtelfinale verlor, diesmal gegen Jeff Jacobs. Anfang 2020 nahm Leyssen zunächst recht erfolglos an den Gibraltar Open 2020 teil, ehe er bei der Europameisterschaft im Six-Red-Snooker das Viertelfinale und bei der normalen Europameisterschaft immerhin die Runde der letzten 32 erreichte. Ein Jahr später versuchte der Belgier erfolglos bei der Q School sein Glück, bevor er Ende Juni 2021 spanischer Meister wurde. Die von ihm gewonnene Meisterschaft wird als Ausgabe des Jahres 2020 angesehen.
Leyssen lebt in Spanien, wo er als Sportlehrer arbeitet. Er gehört daneben zu den regelmäßigen und führenden Teilnehmern des dortigen Amateursnookers. So gewann er dreimal die Liga LASE, die wichtigste iberische Snookerliga. Zudem besitzt er in Barcelona eine Snookerhalle und trat mitunter auch als Turnierorganisator in Erscheinung. Seine Snookerhalle ist auch sein hauptsächlicher Trainingsort; sein angestammter Trainingspartner ist dort Aleix Melia.

## Erfolge
| Ausgang         | Jahr   | Turnier                         | Finalgegner            | Ergebnis |
| --------------- | ------ | ------------------------------- | ---------------------- | -------- |
| Amateurturniere |        |                                 |                        |          |
| Sieger          | 2020 1 | Spanische Snooker-Meisterschaft | Francisco Sánchez Ruíz | 4:2      |